# Štalec
Štalec je priimek več znanih Slovencev:
- Ivan Štalec (1910—1994), matematik, pedagog
- Janez Štalec (1942—2025), matematik, pionir računalništva